# リオグランデバレー・バイパーズ
リオグランデバレー・バイパーズ（Rio Grande Valley Vipers）はNBA Gリーグに加盟しているプロバスケットボールチーム。本拠地はアメリカ合衆国テキサス州エディンバーグ。ヒューストン・ロケッツ傘下。

## 歴史
2007年、NBADLの拡張に伴ってチームの参入が決定した。2009-10シーズンには、タルサ・シックスティシクサーズを破って初優勝を果たした他、マイク・ハリスがシーズンMVPを獲得した。

## 過去に所属した選手
- アーロン・ブルックス
- シャノン・ブラウン
- ロバート・コビントン
- ゲイリー・ペイトン2世
- マーカス・モリス
- パトリック・ビバリー
- クリント・カペラ
- モントレズ・ハレル
- マット・ジャニング
- ジョシュア・スミス
- 周琦
- ジェロン・ブロッサムゲーム
- ブルーノ・カボクロ
- ウィリー・コーリー＝ステイン

## 歴代ヘッドコーチ
- クリス・フィンチ (2009-2011)
- ニック・ナース (2011-2013)